# The Woodsman
The Woodsman (O Lenhador, no Brasil; O Condenado, em Portugal) é um filme americano de 2004, estrelado por Kevin Bacon, Kyra Sedgwick, Mos Def, Eve e Benjamin Bratt.

## Sinopse
Após cumprir doze anos de cadeia por abuso sexual de menores, Walter (Kevin Bacon) é solto. Abandonado pela família e amigos, exceto por seu cunhado Carlos (Benjamin Bratt), Walter é visitado somente por Lucas (Mos Def), seu agente da condicional.
Conseguindo um emprego em uma madeireira, ele conhece Vicki (Kyra Sedgwick), com quem acaba se envolvendo. Entretanto, apesar de sua nova companheira, Walter ainda precisa lidar contra seus demônios.
Morando próximo a uma escola primária, ele precisa lutar, constantemente, contra suas tentações, ao mesmo passo em que começa a desconfiar de que existe um outro homem aliciando crianças por ali.

## Repercussão
Aclamado pela crítica, O Lenhador recebeu indicações a vários prêmios, em  diversos festivais de cinemas. Foi indicado ao Grande Prêmio do Júri no Festival de Sundance e aos prêmios de Melhor Ator Principal, para Bacon, no Independent Spirit Awards e no Satellite Awards.
Em contrapartida, o filme foi lançado em apenas 84 salas de cinema nos Estados Unidos. Apesar de ter sido anunciado no Reino Unido por meses, o filme também teve um lançamento limitado nesse país, devido a sua natureza polêmica. Arrecadou cerca de US$ 1,5 milhão nos EUA e US$ 4,5 milhões em todo o mundo.

## Elenco
- Kevin Bacon ...  Walter
- Kyra Sedgwick ...  Vicki
- Mos Def ...  Sgto. Lucas
- Benjamin Bratt ...  Carlos
- Eve ...  Mary-Kay
- David Alan Grier ...  Bob